# Cisteinil leukotrienski receptor 2
Cisteinil leukotrienski receptor 2 je protein koji je kod ljudi kodiran CYSLTR2 genom.
Cisteinil leukotrieni LTC4, LTD4, i LTE4 sz važni posrednici ljudske bronhijalne astme. Farmakološka ispitivanja su utvrdila da cisteinil leukotrieni aktiviraju najmanje 2 receptora, protein kodiran ovim genom i CYSLTR1. Ovaj receptor je član superfamilije G protein spregnutih receptora. On je deo endokrinnih i kardiovaskularnih sistema.

## Literatura
- Nothacker HP; Wang Z; Zhu Y;  . (2001). „Molecular cloning and characterization of a second human cysteinyl leukotriene receptor: discovery of a subtype selective agonist”. Mol. Pharmacol. 58 (6): 1601—8. PMID 11093801.
- Mita H, Hasegawa M, Saito H, Akiyama K (2002). „Levels of cysteinyl leukotriene receptor mRNA in human peripheral leucocytes: significantly higher expression of cysteinyl leukotriene receptor 2 mRNA in eosinophils”. Clin. Exp. Allergy. 31 (11): 1714—23. PMID 11696047. doi:10.1046/j.1365-2222.2001.01184.x.
- Takeda S; Kadowaki S; Haga T;  . (2002). „Identification of G protein-coupled receptor genes from the human genome sequence”. FEBS Lett. 520 (1–3): 97—101. PMID 12044878. doi:10.1016/S0014-5793(02)02775-8.
- Shirasaki H; Kanaizumi E; Watanabe K;  . (2003). „Expression and localization of the cysteinyl leukotriene 1 receptor in human nasal mucosa”. Clin. Exp. Allergy. 32 (7): 1007—12. PMID 12100046. doi:10.1046/j.1365-2222.2002.01425.x.
- Strausberg RL; Feingold EA; Grouse LH;  . (2003). „Generation and initial analysis of more than 15,000 full-length human and mouse cDNA sequences”. Proc. Natl. Acad. Sci. U.S.A. 99 (26): 16899—903. PMC 139241 . PMID 12477932. doi:10.1073/pnas.242603899.
- Sjöström M; Johansson AS; Schröder O;  . (2004). „Dominant expression of the CysLT2 receptor accounts for calcium signaling by cysteinyl leukotrienes in human umbilical vein endothelial cells”. Arterioscler. Thromb. Vasc. Biol. 23 (8): e37—41. PMID 12816881. doi:10.1161/01.ATV.0000082689.46538.DF.
- Mellor EA; Frank N; Soler D;  . (2003). „Expression of the type 2 receptor for cysteinyl leukotrienes (CysLT2R) by human mast cells: Functional distinction from CysLT1R”. Proc. Natl. Acad. Sci. U.S.A. 100 (20): 11589—93. PMC 208802 . PMID 13679572. doi:10.1073/pnas.2034927100.
- Thompson MD; Storm van's Gravesande K; Galczenski H;  . (2004). „A cysteinyl leukotriene 2 receptor variant is associated with atopy in the population of Tristan da Cunha”. Pharmacogenetics. 13 (10): 641—9. PMID 14515063. doi:10.1097/01.fpc.0000054127.14659.42.
- Dunham A; Matthews LH; Burton J;  . (2004). „The DNA sequence and analysis of human chromosome 13”. Nature. 428 (6982): 522—8. PMC 2665288 . PMID 15057823. doi:10.1038/nature02379.
- Fukai H; Ogasawara Y; Migita O;  . (2005). „Association between a polymorphism in cysteinyl leukotriene receptor 2 on chromosome 13q14 and atopic asthma”. Pharmacogenetics. 14 (10): 683—90. PMID 15454733. doi:10.1097/00008571-200410000-00006.
- Pillai SG; Cousens DJ; Barnes AA;  . (2005). „A coding polymorphism in the CYSLT2 receptor with reduced affinity to LTD4 is associated with asthma”. Pharmacogenetics. 14 (9): 627—33. PMID 15475736. doi:10.1097/00008571-200409000-00007.
- Gerhard DS; Wagner L; Feingold EA;  . (2004). „The status, quality, and expansion of the NIH full-length cDNA project: the Mammalian Gene Collection (MGC)”. Genome Res. 14 (10B): 2121—7. PMC 528928 . PMID 15489334. doi:10.1101/gr.2596504.
- Hui Y; Cheng Y; Smalera I;  . (2005). „Directed vascular expression of human cysteinyl leukotriene 2 receptor modulates endothelial permeability and systemic blood pressure”. Circulation. 110 (21): 3360—6. PMID 15545522. doi:10.1161/01.CIR.0000147775.50954.AA.
- Corrigan C; Mallett K; Ying S;  . (2005). „Expression of the cysteinyl leukotriene receptors cysLT(1) and cysLT(2) in aspirin-sensitive and aspirin-tolerant chronic rhinosinusitis”. J. Allergy Clin. Immunol. 115 (2): 316—22. PMID 15696087. doi:10.1016/j.jaci.2004.10.051.
- Uzonyi B; Lötzer K; Jahn S;  . (2006). „Cysteinyl leukotriene 2 receptor and protease-activated receptor 1 activate strongly correlated early genes in human endothelial cells”. Proc. Natl. Acad. Sci. U.S.A. 103 (16): 6326—31. PMC 1458877 . PMID 16606835. doi:10.1073/pnas.0601223103.
- Woszczek G; Chen LY; Nagineni S;  . (2007). „IFN-gamma induces cysteinyl leukotriene receptor 2 expression and enhances the responsiveness of human endothelial cells to cysteinyl leukotrienes”. J. Immunol. 178 (8): 5262—70. PMID 17404310.
- Klotsman M; York TP; Pillai SG;  . (2007). „Pharmacogenetics of the 5-lipoxygenase biosynthetic pathway and variable clinical response to montelukast”. Pharmacogenet. Genomics. 17 (3): 189—96. PMID 17460547. doi:10.1097/FPC.0b013e3280120043.

## Spoljašnje veze
- „Leukotriene Receptors: CysLT2”. IUPHAR Database of Receptors and Ion Channels. International Union of Basic and Clinical Pharmacology. Архивирано из оригинала 03. 03. 2016. г.